# Nguyễn Thị Ngọc Anh
Nguyễn Thị Ngọc Anh (sinh 1979) là đại biểu Quốc hội Việt Nam khóa 11, thuộc đoàn đại biểu Hải Dương.